# Біла (Малопольське воєводство)
Біла (пол. Biała) — село в Польщі, у гміні Тарнів Тарновського повіту Малопольського воєводства.
Населення — 504 особи (2011).
У 1975-1998 роках село належало до Тарновського воєводства.

## Демографія
Демографічна структура станом на 31 березня 2011 року:
|          | Загалом | Допрацездатний вік | Працездатний вік | Постпрацездатний вік |
| -------- | ------- | ------------------ | ---------------- | -------------------- |
| Чоловіки | 247     | 59                 | 165              | 23                   |
| Жінки    | 257     | 64                 | 143              | 50                   |
| Разом    | 504     | 123                | 308              | 73                   |